# Loon (Bohol)
Loon ist eine philippinische Stadtgemeinde in der Provinz Bohol. Sie hat 43.034 Einwohner (Zensus 1. August 2015).

## Baranggays
Loon ist politisch in 67 Baranggays unterteilt.
- Agsoso
- Badbad Occidental
- Badbad Oriental
- Bagacay Katipunan
- Bagacay Kawayan
- Bagacay Saong
- Bahi
- Basac
- Basdacu
- Basdio
- Biasong
- Bongco
- Bugho
- Cabacongan
- Cabadug
- Cabug
- Calayugan Norte
- Calayugan Sur
- Canmaag
- Cambaquiz
- Campatud
- Candaigan
- Canhangdon Occidental
- Canhangdon Oriental
- Canigaan
- Canmanoc
- Cansuagwit
- Cansubayon
- Catagbacan Handig
- Catagbacan Norte
- Catagbacan Sur
- Cantam-is Bago
- Cantaongon
- Cantumocad
- Cantam-is Baslay
- Cogon Norte (Pob.)
- Cogon Sur
- Cuasi
- Genomoan
- Lintuan
- Looc
- Mocpoc Norte
- Mocpoc Sur
- Nagtuang
- Napo (Pob.)
- Nueva Vida
- Panangquilon
- Pantudlan
- Pig-ot
- Moto Norte (Pob.)
- Moto Sur (Pob.)
- Pondol
- Quinobcoban
- Sondol
- Song-on
- Talisay
- Tan-awan
- Tangnan
- Taytay
- Ticugan
- Tiwi
- Tontonan
- Tubodacu
- Tubodio
- Tubuan
- Ubayon
- Ubojan

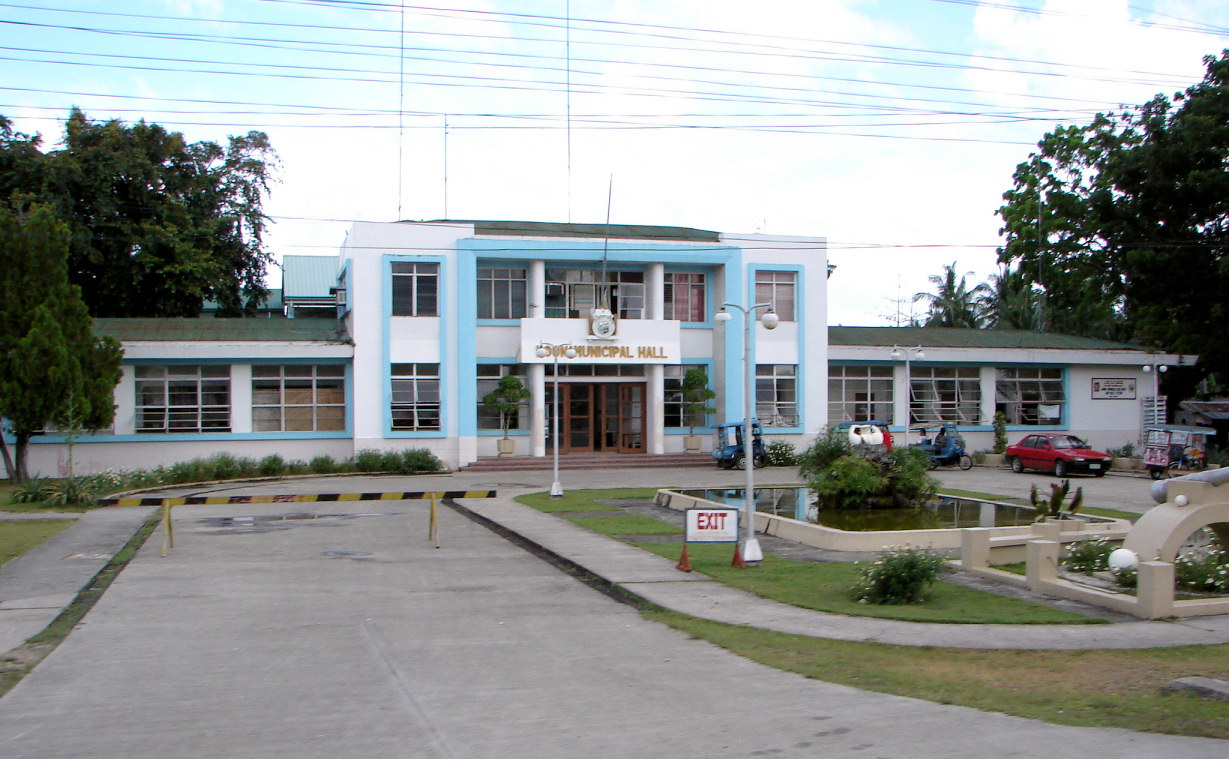
Rathaus der Stadt
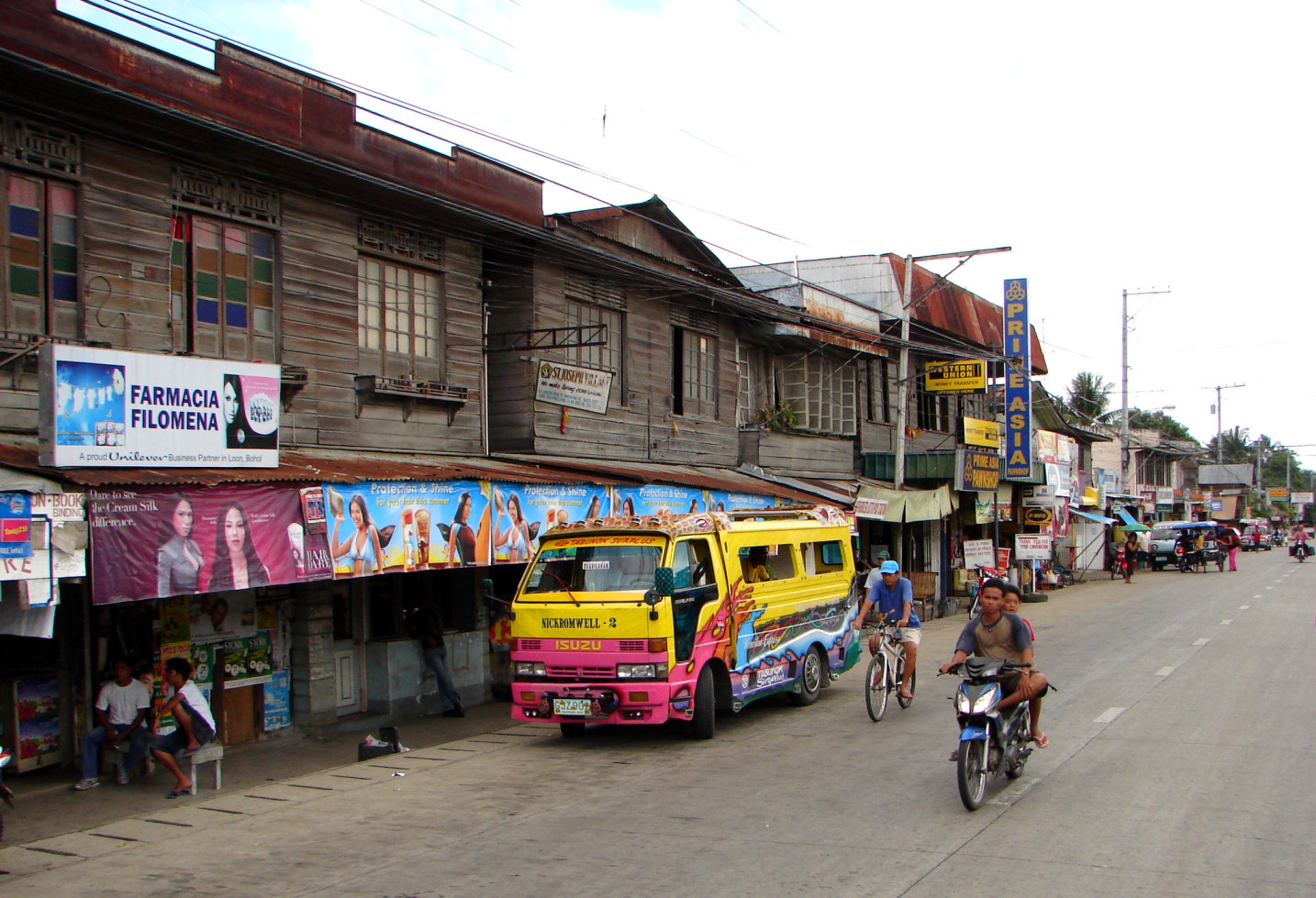
Stadtzentrum
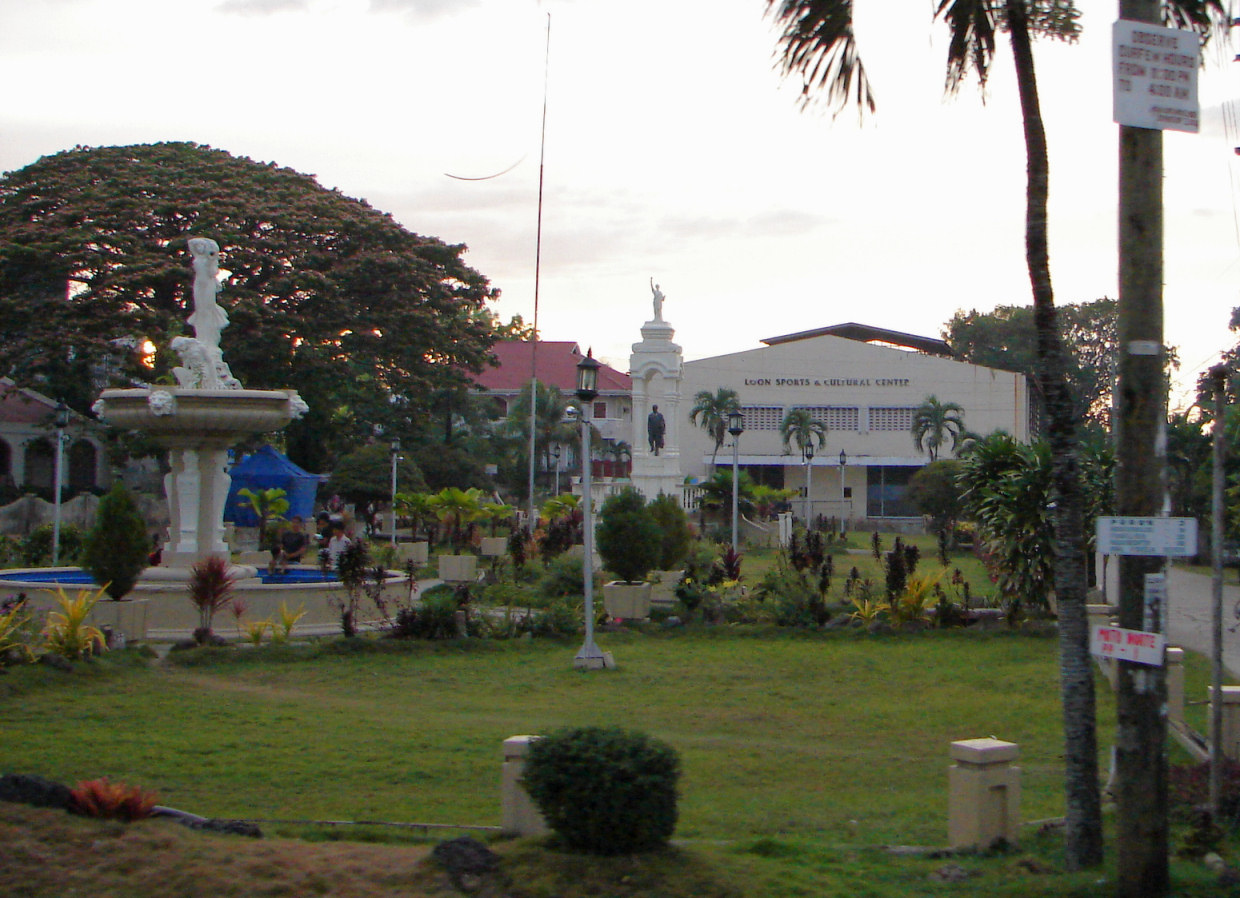
Park und Kulturraum

## Söhne und Töchter der Stadtgemeinde
- Juan de Dios Mataflorida Pueblos (1943–2017), Geistlicher und römisch-katholischer Bischof von Butuan